# 科索瓦蕾·阿斯拉尼
科索瓦蕾·阿斯拉尼（1989年7月29日—），瑞典女子足球运动员。她曾代表瑞典参加2012年、2016年和2020年夏季奥林匹克运动会足球比赛，共获得二枚银牌。